# Gaber (priimek)
Gaber je priimek v Sloveniji, ki ga je po podatkih Statističnega urada Republike Slovenije na dan 1. januarja 2010 uporabljalo 663 oseb in je med vsemi priimki po pogostosti uporabe uvrščen na 366. mesto. V novejšem obdobju se pojavlja tudi kot osebno ime.

## Znani slovenski nosilci priimka
- Ante Gaber (1886—1954), časnikar, filatelist in umetnostni zgodovinar
- Brane Gaber (*1947), zdravnik pediater
- Gabrijela Gaber (*1950), fizioterapevtka
- Ivan Gaber - Anza (*1938), geodet, smučarski delavec; strok. za zaščito pred plazovi
- Jakob Gaber (1713-1749), rezbar, podobar
- Jože Gaber (*~1947), kolesar
- Matej Gaber (*1991), rokometaš
- Mateja Gaber (*1965), germanistka, lektorica FF, prevajalka
- Mihael Gaber (~1753—1815), rimskokatoliški duhovnik, mecen Mikloša Küzmiča
- Milica Antić Gaber (*1958), sociologinja, univ. profesorica
- Milko Gaber (1886—1971), pravnik, sodnik
- Peter Gaber (*1980), slikar, ilustrator, likovni umetnik in pedagog
- Slavko Gaber (*1958), sociolog, publicist, politik, strokovnjak za šolstvo
- Tina Gaber (*1985), vplivnica
- Tone Gaber, slikar
- Tončka Gaber (r. Antonija Jesenko), (1881-), žena Anteja Gabra, sestra Frana Jesenka
- Urban Gaber (*1724/5), kipar, prevzel delavnico brata Jakoba

## Znani tuji nosilci priimka
- Giorgio Gaber (1939—2003), italijanski kitarist, kantavtor, igralec in komediograf slov. korenin